# Seututie 607
Pour les articles homonymes, voir Route 607.
La route régionale 607 (finnois : Seututie 607) est une route régionale allant de Korpilahti à Petäjävesi en Finlande.

## Description
La route régionale 607 est une route régionale d'une longueur de 37 kilomètres.
Elle part de la route nationale 9 près du centre de Korpilahti, puis elle traverse Tikkala et Piesalankylä pour se terminer en croisant la  route régionale 604 au sud de Petäjävesi. 
La route passe dans les municipalités de Jyväskylä, Muurame et Petäjävesi. 
La route de liaison 6071 rejoint la route entre Korpilahti et Tikkala. 
Le début et la fin de la route sont goudronnés,.

## Parcours
- Korpilahti
- Tikkala
- Piesalankylä
- Petäjävesi